# Meioneta simplex
Meioneta simplex là một loài nhện trong họ Linyphiidae.
Loài này thuộc chi Meioneta. Meioneta simplex được James Henry Emerton miêu tả năm 1926.